# Santa Maria della Pace ai Parioli
A Igreja de Santa Maria della Pace ai Parioli (ou Igreja Prelatícia de Santa Maria da Paz) é a igreja prelatícia e sede central do Opus Dei em Roma. É um centro de peregrinação mundial por conter a sepultura de S. Josemaria Escrivá, fundador do Opus Dei. 
Também alberga na Cripta as tumbas do Beato Álvaro del Portillo e do Bispo Javier Echevarría, sucessores do santo, bem como o da Serva de Deus Dora del Hoyo, Rosalía López e Carmen Escrivá.

## História
A igreja foi inicialmente concebida como um oratório da sede central do Opus Dei, construída na década de 1950. A demolição do edifício antigo e as excavações para construir os fundamentos do novo edifício onde se encontra a atual igreja começaram em 1955. São Josemaria celebrou a primeira missa no local em 31 de dezembro de 1959.
Quando o Opus Dei foi erigido em prelazia pessoal por São João Paulo II (1982), este oratório privado foi adaptado para ser a igreja prelatícia e foi posteriormente aberta ao público.

## Arquitetura

### Estilo geral
O estilo arquitetônico sugerido por São Josemaria foi o das antigas igrejas e basílicas romanas paleocristãs, pela devoção que o santo tinha aos primeiros cristãos, homens e mulheres comuns, que evangelizaram o mundo antigo através das suas vidas do dia a dia.
O presbitério, ábside e sede, por exemplo, estão inspirados na Basílica dos santos Nereu e Aquileu, em Roma.

### Entrada da igreja
Na entrada da igreja há uma imagem em mármore de Nossa Senhora com o Menino Jesus. Está dedicada a Nossa Senhora Mater Pulchrae Dilectionis (Mãe do Amor Formoso). É obra do escultor italiano Pasquale Sciancalepore, e representa Maria em tamanho natural abraçando o Menino Jesus, que por sua vez está em pé sobre os joelhos de sua Mãe, e oferece-lhe dusas rosas com a mão esquerda, enquanto que faz um gesto de abençoar com a sua mão direita.
Na base da estátua estão gravadas as palavras: 

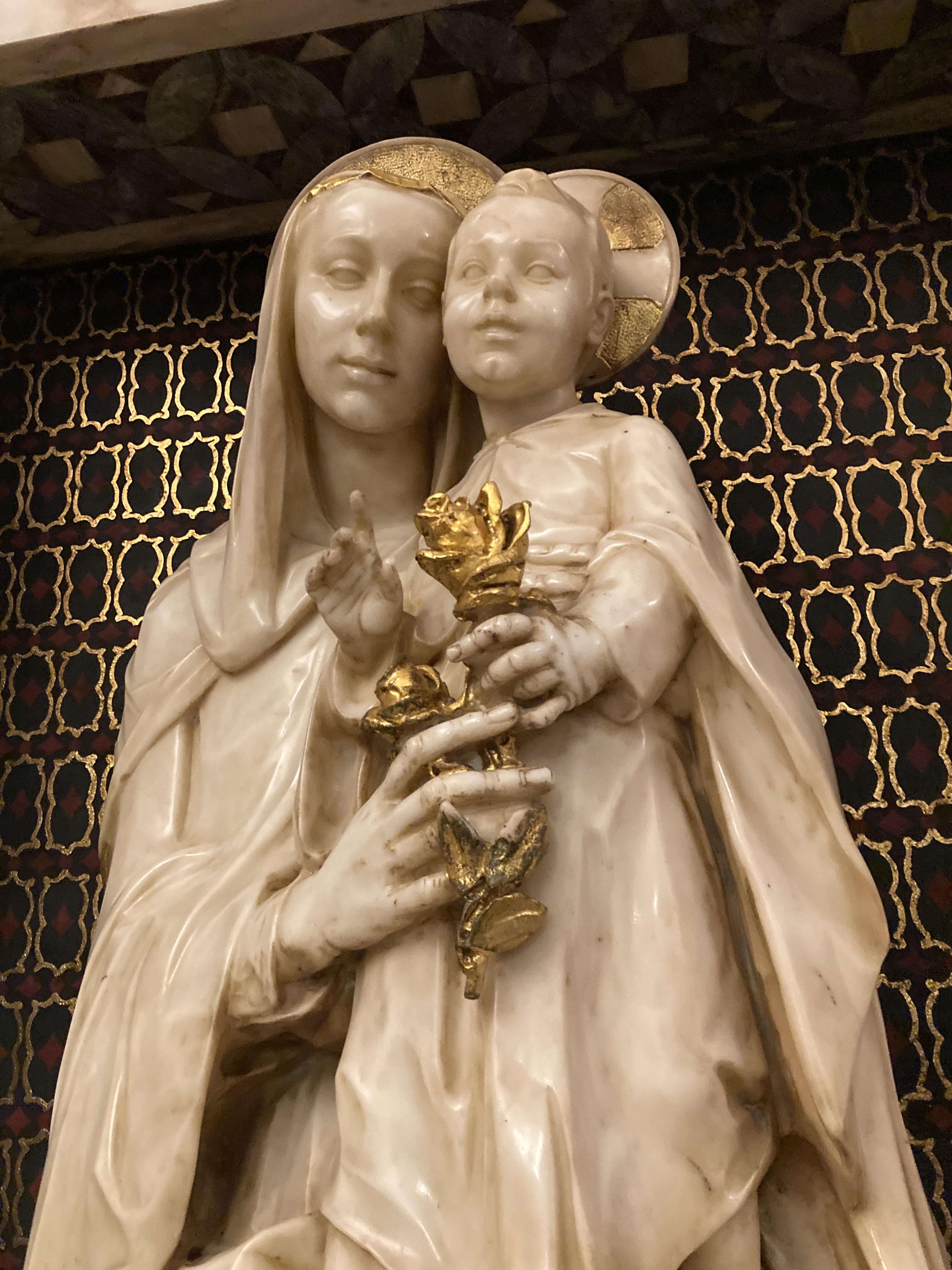
Estátua de Mater Pulchrae Dilectioni

SANCTA MARIA + MATER PULCHRAE DILECTIONIS + FILIOS TUOS ADIUVA
XIV IVL MCMLVIII

(Santa Maria + Mãe do Amor Formoso + Ajuda os Teus Filhos, 14-Jul-1958)
Ao lado da escultura há uma pequena lâmpada acesa, cujo significado explicava São Josemaria: "Esta luz, sempre acesa, significa a petição constante que dirigimos a Deus, por meio da Mãe do Amor Formoso, para que guarde sempre a pureza dos meus filhos".

### Pia de água benta

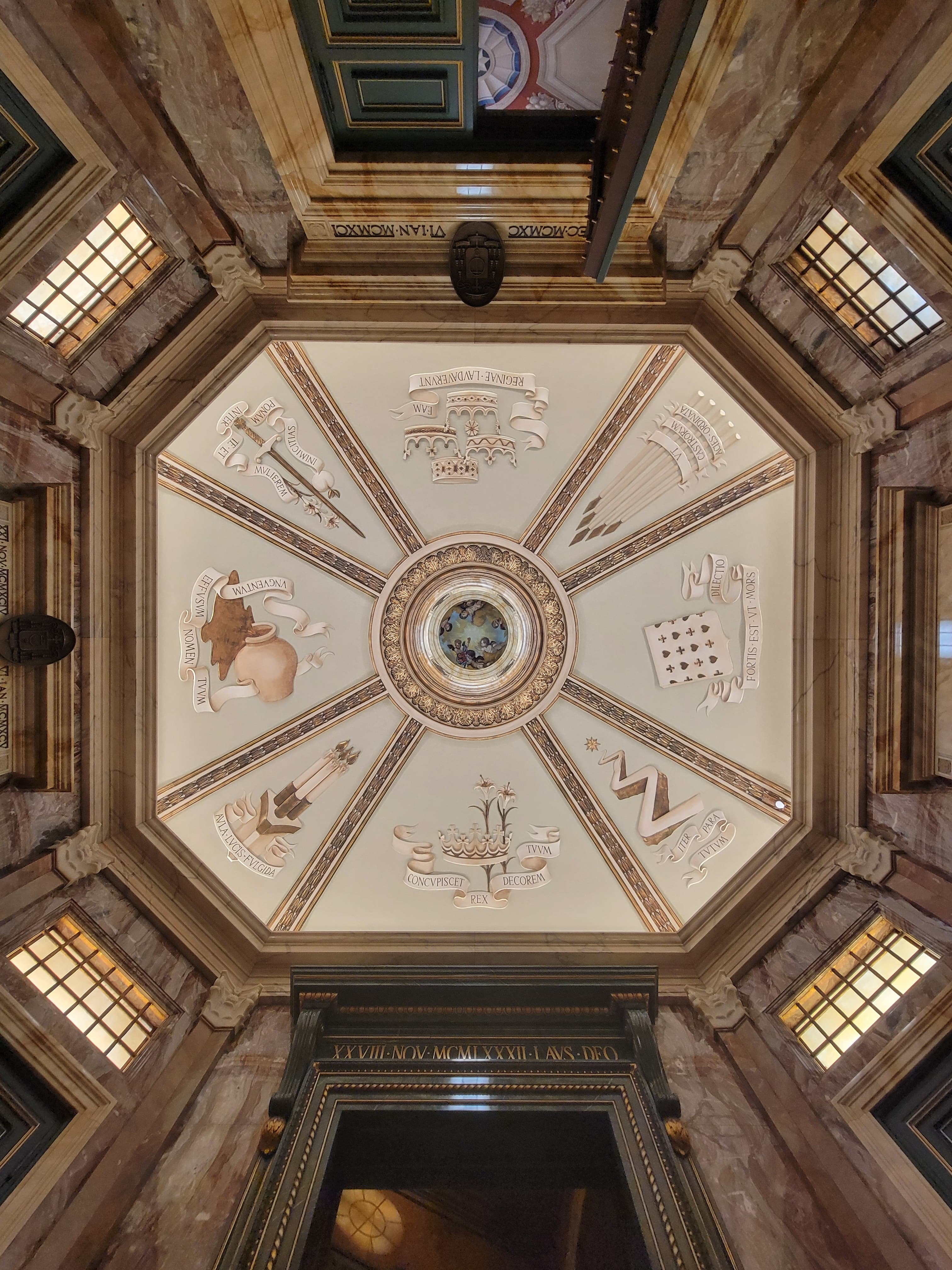
Detalhe do teto do átrio da igreja

No átrio da igreja está a antiga pia batismal da Catedral de Barbastro, onde São Josemaría Escrivá, sua mãe e  irmãs foram batizados. A pia batismal foi destruída por ódio á fé durante a Guerra Civil Espanhola (1936-1939), e seus restos foram jogados num rio local. Anos mais tarde, em 1957, o Cabildo Catedralicio de Barbastro doou os restos da pia a São Josemaria. A pia foi restaurada e atualmente é usada como pia de água benta.

### Retábulo principal
A igreja está presidida por uma pintura de Nossa Senhora, em sua advocação de Santa Maria da Paz, da qual a igreja recebe seu nome. A pintura a óleo é obra do artista espanhol Manolo Caballero.

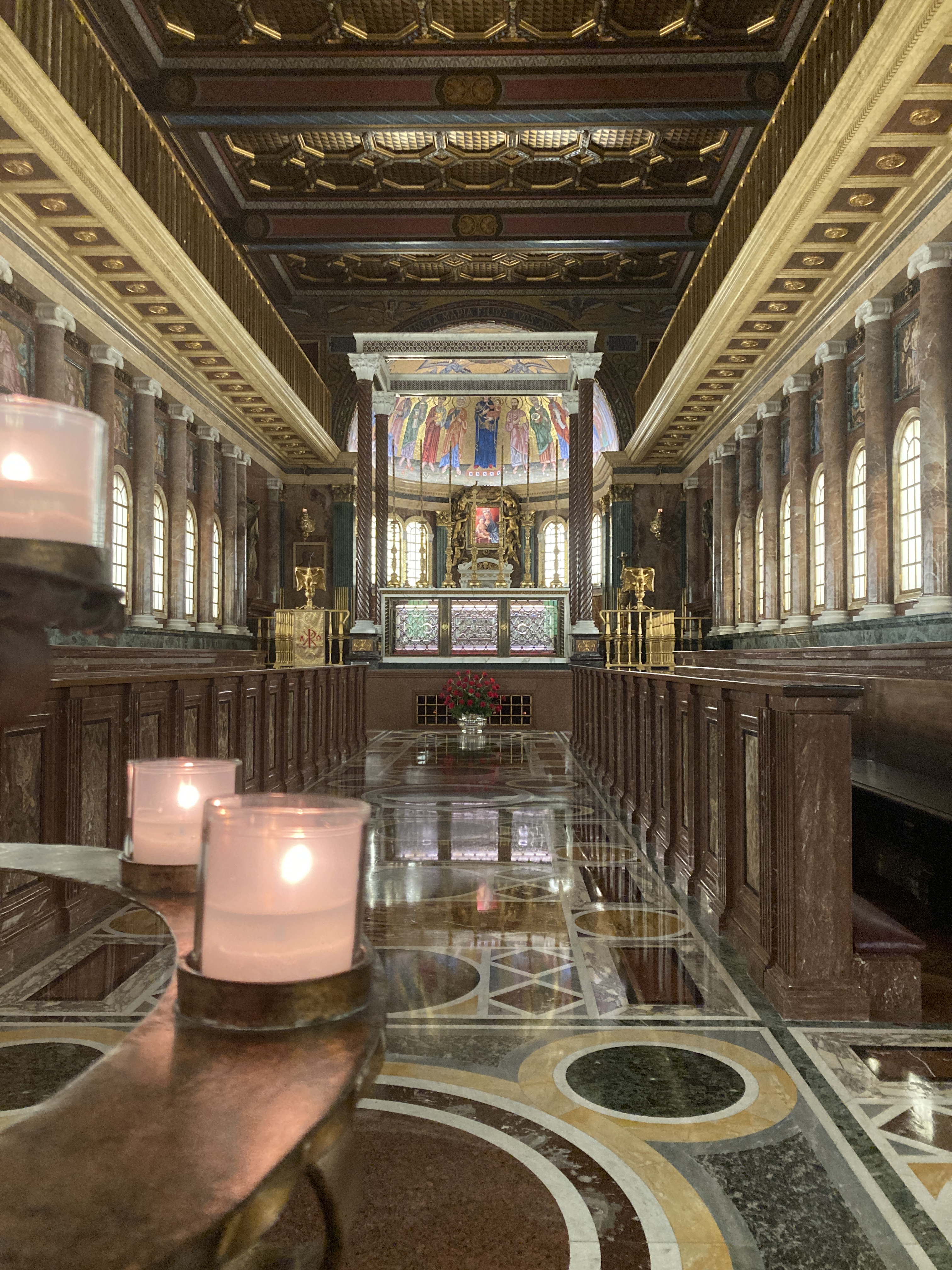
Nave principal

## Pessoas sepultadas na igreja
S. Josemaría Escrivá sugeriu que ao longo dos anos fossem sepultadas na cripta da igreja várias pessoas, homens e mulheres, em representação de todos os membros do Opus Dei espalhados pelo mundo. Escrivá (1902-1975) tinha sido enterrado inicialmente na cripta subterrânea, mas após a sua beatificação em 1992 o seu corpo foi transferido para o altar principal da igreja, onde repousa atualmente. 
Além do Fundador do Opus Dei, estão sepultadas na Igreja Prelatícia outras 5 pessoas:
- Beato Álvaro del Portillo (1914-1994), bispo e primeiro sucessor de São Josemaria à frente do Opus Dei. Quando faleceu em 1994, o Beato Álvaro foi sepultado na cripta onde antes tinha estado o corpo de São Josemaria.
- Mons. Javier Echevarría (1932-2016), segundo sucessor de São Josemaria no governo do Opus Dei.
- Dora del Hoyo (1914-2004), primeira numerária auxiliar do Opus Dei, para se dedicar com o seu trabalho profissional à gestão doméstica das casas da Obra e ao cuidado das pessoas.[5]
- Rosalía López Martínez (1925-2024), uma das quatro primeiras mulheres a pedir a admissão no Opus Dei, em 28 de julho de 1946. Desde 27 de dezembro de 1946 e até o final da sua vida residiu em Roma , trabalhando durante 30 anos junto de São Josemaria e, nas décadas seguintes, junto dos seus sucessores.[6]
- Carmen Escrivá (1901-1957). Foi a primeira pessoa a ser sepultada na cripta. Foi a irmã mais velha de São Josemaria, que embora não pertencesse à instituição fundada por seu irmão contribuiu com seu trabalho e dedicação para criar um ambiente familiar nos centros do Opus Dei.[7]